# Sérgio Antonio Da Luiz Junior
Sérgio Antonio Da Luiz Junior (ur. 6 kwietnia 1995 w Belo Horizonte) – brazylijski piłkarz grający na pozycji napastnika. W sezonie 2021/2022 zawodnik Giresunspor.

## Kariera klubowa

### KF Hajvalia (2015–2016)
Jego pierwszym klubem był KF Hajvalia. Zadebiutował tam 28 lutego 2016 roku (wcześniej siedział na ławce) w meczu przeciwko FC Prishtina, wygranym 1:0. W debiucie asystował przy golu w 36. minucie. Pierwsze gole strzelił 24 kwietnia w meczu przeciwko KF Vushtrria, wygranym 4:1. Do siatki trafiał w 71. i 78. minucie. Łącznie w kosowskim zespole zagrał 8 meczów, strzelił 3 gole i zaliczył asystę.

### Skënderbeu Korcza (2016-2020)
10 sierpnia 2016 roku trafił do Skënderbeu Korcza. W tym klubie zadebiutował 7 września w meczu przeciwko Flamurtari Wlora, wygranym 2:1, grając 70 minut. Pierwszego gola strzelił 10 dni później w meczu przeciwko KF Laçi, wygranym 1:0. Jedynego gola strzelił w 23. minucie. Łącznie w Korczy zagrał 13 meczów i strzelił gola.

### Pierwsze wypożyczenie (2017)
27 stycznia 2017 roku został wypożyczony do KF Laçi. Zadebiutował tam dzień później, w meczu przeciwko KS Korabi, wygranym 0:1, grając 48 minut. Pierwszego gola strzelił 6 maja w meczu przeciwko KS Luftëtari, wygranym 2:1. Do siatki trafił w 92. minucie. Pierwszą asystę zaliczył 15 maja w meczu przeciwko KF Vllaznia, wygranym 3:0. Asystował przy golu w 52. minucie. 

### Drugie wypożyczenie (2017–2018)
23 sierpnia 2017 roku został wypożyczony do FK Rabotniczki Skopje. W Macedonii Północnej zadebiutował 27 września w meczu przeciwko Sileksowi Kratowo, zremisowanym 0:0, grając 45 minut. Pierwszego gola i asystę strzelił i zaliczył 25 października w meczu przeciwko Wardarowi Skopje, wygranym 3:1. Najpierw strzelił gola w 17. minucie, a potem asystował przy golu w 82. minucie. Łącznie zagrał 25 meczów, strzelił 5 goli i zaliczył 7 asyst. 

### Trzecie wypożyczenie (2018–2020)
1 lipca 2018 roku został wypożyczony do KF Shkupi. Zadebiutował tam 2 września w meczu przeciwko Shkendiji Tetowo, przegranym 1:2, grając cały mecz. Pierwszego gola strzelił 16 września w meczu przeciwko Wardarowi Skopje, przegranym 2:1. Do siatki trafił w 29. minucie. Pierwszą asystę zaliczył 21 października w meczu przeciwko Siłeksowi Kratowo, wygranym 2:0. Najpierw strzelił gola w 51. minucie, a potem asystował pięć minut później. Łącznie w tym klubie zagrał 54 mecze, strzelił 14 goli i miał 13 asyst.

### Giresunspor (2020–)
4 września 2020 roku trafił do Giresunsporu. W tureckim klubie zadebiutował 20 września w meczu przeciwko Menemenspor, zremisowanym 1:1, grając 30 minut. Pierwszą asystę zaliczył 3 października w meczu przeciwko Boluspor, wygranym 2:1. Asystował przy golu w 94. minucie. Pierwszego gola strzelił 5 grudnia 2020 roku w meczu przeciwko Eskisehirspor, wygranym 2:0. Do siatki trafił w 68. minucie. Łącznie do 28 stycznia 2022 roku zagrał 48 meczów, strzelił 5 goli i zanotował 11 asyst.